# Diasemiopsis ramburialis
Diasemiopsis ramburialis — вид лускокрилих комах родини вогнівок-трав'янок (Crambidae).

## Поширення
Вид поширений на значній частині Європи, в тропічній зоні Африки та Азії, в Австралії, Новій Зеландії та на Фіджі. Присутній у фауні України.

## Опис
Розмах крил 17-22 мм. Крила плямисто-сірі або коричневі, з двома широкими рваними білими лініями на кожному крилі.

## Спосіб життя
Личинки живляться листям рослин роду Brassica.